# Christensonella subulata
Christensonella subulata är en orkidéart som först beskrevs av John Lindley, och fick sitt nu gällande namn av Szlach., Mytnik, Górniak och Smiszek. Christensonella subulata ingår i släktet Christensonella och familjen orkidéer. Inga underarter finns listade i Catalogue of Life.

## Bildgalleri

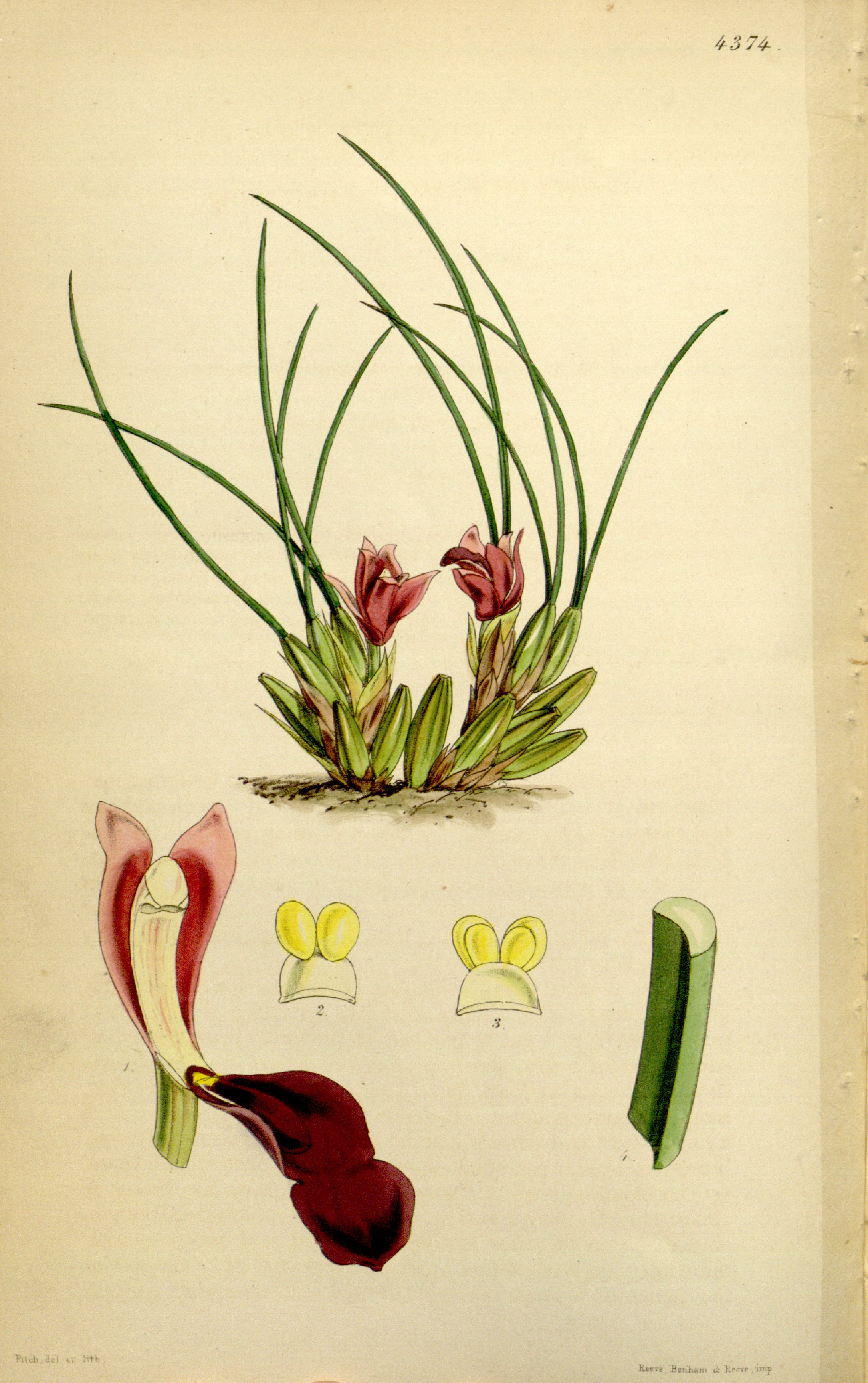